# Brooks & Dunn
Brooks & Dunn – bestehend aus Kix Brooks (* 12. Mai 1955 in Shreveport, Louisiana) und Ronnie Dunn (* 1. Juni 1953 in Coleman, Texas) – ist eines der erfolgreichsten Duos in der Geschichte der Country-Musik. Bis 2009 hatten sie 20 Nummer-1-Singles und sechs Nummer-1-Alben in den US-Country-Charts.

## Geschichte
Kix Brooks wuchs in der Nachbarschaft von Johnny Horton auf und musizierte als Teenager gemeinsam mit dessen Tochter. In dieser Zeit begann er erste Songs zu komponieren. Anfang der achtziger Jahre zog er nach Nashville, wo er sich schnell als Songwriter etablierte. Er spielte auch einige Schallplatten ein, die aber nicht sonderlich erfolgreich waren.
Ronnie Dunn kam nach einem gewonnenen Talentwettbewerb nach Nashville. Er fand eine Anstellung im selben Musikverlag, in dem auch Brooks beschäftigt war. Zunächst schrieben sie zusammen erfolgreich Songs. 1990 erhielten sie einen Plattenvertrag. Bereits ihre erste Single, Brand New Man, erreichte Platz 1 der Country-Charts. Ein Jahr später wurde ihr Debüt-Album gleichen Namens veröffentlicht, aus dem weitere Nummer-1-Hits ausgekoppelt wurden, darunter einer ihrer größten Erfolge: Boot Scootin' Boogie. Das Album wurde mit dreifachem Platin ausgezeichnet. Fast alle Titel wurden von dem Duo selbst geschrieben.
1993 erschien ihr zweites Album, Hard Working Man, das ebenfalls mit Platin ausgezeichnet wurde. Ihre Erfolgssträhne hielt auch in den folgenden Jahren an, praktisch jede Single und jedes Album erreichte hohe Hitparaden-Positionen. Brooks & Dunn wurden vielfach ausgezeichnet, unter anderem erhielten sie zwischen 1991 und 2006 insgesamt 14 Mal den CMA Award Vocal Duo of the Year.
Am 10. August 2009 gab das Duo auf seiner Homepage bekannt, dass sie nach der The Last Rodeo Tour 2010 getrennte Wege gehen. Wenige Wochen danach erschien die Doppel-CD #1’s… And Then Some, die unter anderem sämtliche Nummer-eins-Erfolge von Brooks & Dunn enthält.
Ende 2014 gab das Duo seine Reunion bekannt. Gemeinsam mit Reba McEntire traten sie im folgenden Jahr mit der Show Together in Vegas in Las Vegas auf. Das Engagement im Caesars Palace war so erfolgreich, dass die Show auch 2018 weiterhin dort aufgeführt wird.

## Weitere Aktivitäten
Kix Brooks ist Moderator der in den USA wöchentlich ausgestrahlten Radiomusikshow American Country Countdown Top 40. Die Sendung ist in Deutschland jeden Sonntag u. a. auf AFN Heidelberg zu hören.

## Diskografie

### Studioalben
Anm.: Die US-amerikanischen Albumcharts umfassen 200 Plätze, die Country-Charts 50 Plätze. Die kanadischen RPM-Country-Albumcharts umfassen bis Dezember 1994 nur 33 Plätze, danach 40 Plätze. Die RPM-Charts enden im November 2000. Die anderen Charts umfassen jeweils 100 Plätze.

| Jahr | Titel              | Höchstplatzierung, Gesamtwochen, AuszeichnungChartplatzierungen (Jahr, Titel, Platzierungen, Wochen, Auszeichnungen, Anmerkungen) | Höchstplatzierung, Gesamtwochen, AuszeichnungChartplatzierungen (Jahr, Titel, Platzierungen, Wochen, Auszeichnungen, Anmerkungen) | Höchstplatzierung, Gesamtwochen, AuszeichnungChartplatzierungen (Jahr, Titel, Platzierungen, Wochen, Auszeichnungen, Anmerkungen) | Höchstplatzierung, Gesamtwochen, AuszeichnungChartplatzierungen (Jahr, Titel, Platzierungen, Wochen, Auszeichnungen, Anmerkungen) | Anmerkungen |
| Jahr | Titel              | US | Country | CA | CA Country | Anmerkungen |
| ---- | ------------------ | --- | --- | --- | --- | --- |
| 1991 | Brand New Man      | US10 ×7Siebenfachplatin · (153 Wo.)US                                                                                             | Country3 (280 Wo.)Country | CA— ×3DreifachplatinCA | CA Country5 (… Wo.)CA Country | Erstveröffentlichung: 13. August 1991 |
| 1993 | Hard Workin’ Man   | US9 ×5Fünffachplatin · (99 Wo.)US                                                                                                 | Country2 (166 Wo.)Country | CA41 ×3Dreifachplatin · (29 Wo.)CA                                                                                                | CA Country1 (35 Wo.)CA Country | Erstveröffentlichung: 23. Februar 1993 Platz 6 in den kanadischen Country-Jahrescharts 1993                                                           |
| 1994 | Waitin’ on Sundown | US15 ×3Dreifachplatin · (59 Wo.)US                                                                                                | Country1 (85 Wo.)Country | CA31 Platin · (15 Wo.)CA | CA Country1 (44 Wo.)CA Country | Erstveröffentlichung: 27. September 1994 Platz 28 in den kanadischen Country-Jahrescharts 1994; Platz 36 in den kanadischen Country-Jahrescharts 1995 |
| 1996 | Borderline         | US5 ×2Doppelplatin · (70 Wo.)US                                                                                                   | Country1 (102 Wo.)Country | CA37 Gold · (21 Wo.)CA | CA Country1 (67 Wo.)CA Country | Erstveröffentlichung: 16. April 1996 Platz 5 in den kanadischen Country-Jahrescharts 1996; Platz 41 in den kanadischen Country-Jahrescharts 1997      |
| 1998 | If You See Her     | US11 ×2Doppelplatin · (40 Wo.)US                                                                                                  | Country4 (72 Wo.)Country | CA42 Gold · (9 Wo.)CA | CA Country7 (68 Wo.)CA Country | Erstveröffentlichung: 2. Juni 1998 Platz 16 in den kanadischen Country-Jahrescharts 1998                                                              |
| 1999 | Tight Rope         | US31 Gold · (14 Wo.)US | Country6 (54 Wo.)Country | — | CA Country6 (27 Wo.)CA Country | Erstveröffentlichung: 21. September 1999 |
| 2001 | Steers & Stripes   | US4 Platin · (70 Wo.)US | Country1 (104 Wo.)Country | CA— PlatinCA | — | Erstveröffentlichung: 21. April 2001 |
| 2003 | Red Dirt Road      | US4 Platin · (53 Wo.)US | Country1 (79 Wo.)Country | CA— GoldCA | — | Erstveröffentlichung: 15. Juli 2003 |
| 2005 | Hillbilly Deluxe   | US3 Platin · (94 Wo.)US | Country1 (104 Wo.)Country | CA31 Gold · (… Wo.)CA | — | Erstveröffentlichung: 30. August 2005 |
| 2007 | Cowboy Town        | US13 Gold · (20 Wo.)US | Country4 (71 Wo.)Country | CA23 (… Wo.)CA | CA Country5 (… Wo.)CA Country | Erstveröffentlichung: 2. Oktober 2007 |
| 2016 | Tattooed Heart     | US33 (1 Wo.)US | Country3 (10 Wo.)Country | — | — | Erstveröffentlichung: 11. November 2016 Soloalbum von Ronnie Dunn                                                                                     |
| 2019 | Reboot             | US8 Gold · (6 Wo.)US | Country1 (7 Wo.)Country | CA16 Gold · (6 Wo.)CA | — | Erstveröffentlichung: 5. April 2019 |
| 2020 | Re-Dunn            | US169 (1 Wo.)US | Country17 (1 Wo.)Country | — | — | Erstveröffentlichung: 10. Januar 2020 Soloalbum von Ronnie Dunn                                                                                       |
| 2024 | Reboot II          | US25 (… Wo.)US | Country5 (… Wo.)Country | — | — | Erstveröffentlichung: 15. November 2024 |

Weitere Studioalben
- 2002: It Won’t Be Christmas Without You

### Kompilationen
| Jahr | Titel                           | Höchstplatzierung, Gesamtwochen, AuszeichnungChartplatzierungen (Jahr, Titel, Platzierungen, Wochen, Auszeichnungen, Anmerkungen) | Höchstplatzierung, Gesamtwochen, AuszeichnungChartplatzierungen (Jahr, Titel, Platzierungen, Wochen, Auszeichnungen, Anmerkungen) | Höchstplatzierung, Gesamtwochen, AuszeichnungChartplatzierungen (Jahr, Titel, Platzierungen, Wochen, Auszeichnungen, Anmerkungen) | Höchstplatzierung, Gesamtwochen, AuszeichnungChartplatzierungen (Jahr, Titel, Platzierungen, Wochen, Auszeichnungen, Anmerkungen) | Anmerkungen |
| Jahr | Titel                           | US | Country | CA | CA Country | Anmerkungen |
| ---- | ------------------------------- | --- | --- | --- | --- | --- |
| 1997 | The Greatest Hits Collection    | US4 ×4Vierfachplatin · (135 Wo.)US                                                                                                | Country2 (360 Wo.)Country | CA16 ×2Doppelplatin · (6 Wo.)CA                                                                                                   | — | Erstveröffentlichung: 16. September 1997 Platz 20 in den kanadischen Country-Jahrescharts 1997; Platz 14 in den kanadischen Country-Jahrescharts 1998 |
| 2004 | The Greatest Hits Collection II | US7 Platin · (34 Wo.)US | Country2 (95 Wo.)Country | — | — | Erstveröffentlichung: 19. Oktober 2004 |
| 2009 | #1s… And Then Some              | US5 Platin · (52 Wo.)US | Country1 (78 Wo.)Country | CA10 (1 Wo.)CA | — | Erstveröffentlichung: 8. September 2009 |

Weitere Kompilationen
- 1999: Super Hits
- 2008: Playlist: The Very Best of Brooks & Dunn

### Singles
| Jahr | Titel Album                                                         | Höchstplatzierung, Gesamtwochen, AuszeichnungChartplatzierungen (Jahr, Titel, Album, Platzierungen, Wochen, Auszeichnungen, Anmerkungen) | Höchstplatzierung, Gesamtwochen, AuszeichnungChartplatzierungen (Jahr, Titel, Album, Platzierungen, Wochen, Auszeichnungen, Anmerkungen) | Höchstplatzierung, Gesamtwochen, AuszeichnungChartplatzierungen (Jahr, Titel, Album, Platzierungen, Wochen, Auszeichnungen, Anmerkungen) | Höchstplatzierung, Gesamtwochen, AuszeichnungChartplatzierungen (Jahr, Titel, Album, Platzierungen, Wochen, Auszeichnungen, Anmerkungen) | Anmerkungen                                                                                                  |
| Jahr | Titel Album                                                         | US | Country | CA | CA Country | Anmerkungen                                                                                                  |
| --- | ------------------------------------------------------------------- | --- | --- | --- | --- | --- |
| 1991 | Brand New Man                                                       | US— PlatinUS | Country1 (20 Wo.)Country | — | CA Country1 (19 Wo.)CA Country | Erstveröffentlichung: 10. Juni 1991 Platz 63 in den kanadischen Country-Jahrescharts 1991                    |
| 1991 | My Next Broken Heart Brand New Man                                  | — | Country1 (20 Wo.)Country | — | CA Country3 (17 Wo.)CA Country | Erstveröffentlichung: 30. September 1991 Platz 96 in den kanadischen Country-Jahrescharts 1992               |
| 1992 | Neon Moon Brand New Man                                             | US— ×5FünffachplatinUS | Country1 (20 Wo.)Country | — | CA Country1 (21 Wo.)CA Country | Erstveröffentlichung: 24. Februar 1992 Platz 25 in den kanadischen Country-Jahrescharts 1992                 |
| 1992 | Boot Scootin’ Boogie Brand New Man                                  | US50 ×4Vierfachplatin · (15 Wo.)US | Country1 (20 Wo.)Country | CA— ×4VierfachplatinCA | CA Country1 (18 Wo.)CA Country | Erstveröffentlichung: 25. Mai 1992 Platz 17 in den kanadischen Country-Jahrescharts 1992                     |
| 1992 | Lost and Found Brand New Man                                        | — | Country6 (20 Wo.)Country | — | CA Country6 (20 Wo.)CA Country | Erstveröffentlichung: 14. September 1992                                                                     |
| 1993 | Hard Workin’ Man                                                    | US— GoldUS | Country4 (20 Wo.)Country | — | CA Country1 (21 Wo.)CA Country | Erstveröffentlichung: 1. Februar 1993 Platz 6 in den kanadischen Country-Jahrescharts 1993                   |
| 1993 | We’ll Burn That Bridge Hard Workin’ Man                             | — | Country2 (20 Wo.)Country | — | CA Country1 (21 Wo.)CA Country | Erstveröffentlichung: 3. Mai 1993 Platz 30 in den kanadischen Country-Jahrescharts 1993                      |
| 1993 | She Used to Be Mine Hard Workin’ Man                                | US— GoldUS | Country1 (20 Wo.)Country | — | CA Country1 (18 Wo.)CA Country | Erstveröffentlichung: 30. August 1993 Platz 35 in den kanadischen Country-Jahrescharts 1993                  |
| 1993 | Rock My World (Little Country Girl) Hard Workin’ Man                | US97 (3 Wo.)US | Country2 (20 Wo.)Country | — | CA Country1 (17 Wo.)CA Country | Erstveröffentlichung: 6. Dezember 1993 Platz 38 in den kanadischen Country-Jahrescharts 1994                 |
| 1994 | That Ain’t No Way to Go Hard Workin’ Man                            | US— GoldUS | Country1 (20 Wo.)Country | — | CA Country3 (19 Wo.)CA Country | Erstveröffentlichung: 28. März 1994 Platz 59 in den kanadischen Country-Jahrescharts 1994                    |
| 1994 | She’s Not the Cheatin’ Kind Waitin’ on Sundown                      | US— GoldUS | Country1 (20 Wo.)Country | — | CA Country1 (18 Wo.)CA Country | Erstveröffentlichung: 16. August 1994 Platz 51 in den kanadischen Country-Jahrescharts 1994                  |
| 1994 | I’ll Never Forgive My Heart Waitin’ on Sundown                      | — | Country6 (20 Wo.)Country | — | CA Country2 (19 Wo.)CA Country | Erstveröffentlichung: 7. November 1994 Platz 10 in den kanadischen Country-Jahrescharts 1995                 |
| 1995 | Little Miss Honky Tonk Waitin’ on Sundown                           | — | Country1 (20 Wo.)Country | — | CA Country1 (20 Wo.)CA Country | Erstveröffentlichung: 13. Februar 1995 Platz 67 in den kanadischen Country-Jahrescharts 1995                 |
| 1995 | You’re Gonna Miss Me When I’m Gone Waitin’ on Sundown               | US— GoldUS | Country1 (20 Wo.)Country | — | CA Country1 (20 Wo.)CA Country | Erstveröffentlichung: 12. Juni 1995 Platz 21 in den kanadischen Country-Jahrescharts 1995                    |
| 1995 | Whiskey Under the Bridge Waitin’ on Sundown                         | — | Country5 (20 Wo.)Country | — | CA Country3 (20 Wo.)CA Country | Erstveröffentlichung: 18. September 1995 Platz 50 in den kanadischen Country-Jahrescharts 1995               |
| 1996 | My Maria Borderline                                                 | US79 ×3Dreifachplatin · (12 Wo.)US | Country1 (20 Wo.)Country | CA— ×3DreifachplatinCA | CA Country1 (21 Wo.)CA Country | Erstveröffentlichung: 24. März 1996 Platz 12 in den kanadischen Country-Jahrescharts 1996                    |
| 1996 | I Am That Man Borderline                                            | — | Country2 (20 Wo.)Country | — | CA Country3 (20 Wo.)CA Country | Erstveröffentlichung: 3. Juni 1996 Platz 39 in den kanadischen Country-Jahrescharts 1996                     |
| 1996 | Mama Don’t Get Dressed Up for Nothing Borderline                    | — | Country13 (20 Wo.)Country | — | CA Country8 (15 Wo.)CA Country | Erstveröffentlichung: 2. September 1996                                                                      |
| 1996 | A Man This Lonely Borderline                                        | — | Country1 (20 Wo.)Country | — | CA Country4 (18 Wo.)CA Country | Erstveröffentlichung: 9. Dezember 1996 Platz 62 in den kanadischen Country-Jahrescharts 1997                 |
| 1997 | Why Would I Say Goodbye Borderline                                  | — | Country8 (20 Wo.)Country | — | CA Country9 (23 Wo.)CA Country | Erstveröffentlichung: 17. März 1997 Platz 82 in den kanadischen Country-Jahrescharts 1997                    |
| 1997 | Honky Tonk Truth The Greatest Hits Collection                       | — | Country3 (20 Wo.)Country | — | CA Country3 (20 Wo.)CA Country | Erstveröffentlichung: 25. August 1997 Platz 39 in den kanadischen Country-Jahrescharts 1997                  |
| 1997 | He’s Got You The Greatest Hits Collection                           | — | Country2 (24 Wo.)Country | — | CA Country3 (16 Wo.)CA Country | Erstveröffentlichung: 20. Oktober 1997                                                                       |
| 1998 | If You See Him/If You See Her If You See Her                        | — | Country1 (20 Wo.)Country | — | CA Country1 (22 Wo.)CA Country | Erstveröffentlichung: 27. April 1998 mit Reba McEntire Platz 14 in den kanadischen Country-Jahrescharts 1998 |
| 1998 | How Long Gone If You See Her                                        | — | Country1 (21 Wo.)Country | — | CA Country1 (23 Wo.)CA Country | Erstveröffentlichung: 24. Juni 1998 Platz 37 in den kanadischen Country-Jahrescharts 1998                    |
| 1998 | Husbands and Wives If You See Her                                   | US36 (9 Wo.)US | Country1 (20 Wo.)Country | — | CA Country2 (22 Wo.)CA Country | Erstveröffentlichung: 28. September 1998                                                                     |
| 1999 | I Can’t Get Over You If You See Her                                 | US51 (11 Wo.)US | Country5 (20 Wo.)Country | — | CA Country2 (20 Wo.)CA Country | Erstveröffentlichung: 18. Januar 1999 Platz 31 in den kanadischen Country-Jahrescharts 1999                  |
| 1999 | South of Santa Fe If You See Her                                    | — | Country41 (10 Wo.)Country | — | CA Country45 (15 Wo.)CA Country | Erstveröffentlichung: Mai 1999                                                                               |
| 1999 | Missing You Tight Rope                                              | US75 (3 Wo.)US | Country15 (20 Wo.)Country | — | CA Country6 (23 Wo.)CA Country | Erstveröffentlichung: 2. August 1999 Platz 63 in den kanadischen Country-Jahrescharts 1999                   |
| 1999 | Beer Thirty Tight Rope                                              | — | Country19 (20 Wo.)Country | — | CA Country12 (24 Wo.)CA Country | Erstveröffentlichung: 25. Oktober 1999                                                                       |
| 2000 | You’ll Always Be Loved By Me Tight Rope                             | US55 (19 Wo.)US | Country5 (29 Wo.)Country | — | CA Country7 (33 Wo.)CA Country | Erstveröffentlichung: 21. März 2000                                                                          |
| 2001 | Ain’t Nothing ’Bout You Steers & Stripes                            | US25 Platin · (20 Wo.)US | Country1 (29 Wo.)Country | — | — | Erstveröffentlichung: 12. Februar 2001                                                                       |
| 2001 | Only in America Steers & Stripes                                    | US33 Gold · (20 Wo.)US | Country1 (33 Wo.)Country | — | — | Erstveröffentlichung: 18. Juni 2001                                                                          |
| 2001 | The Long Goodbye Steers & Stripes                                   | US39 (20 Wo.)US | Country1 (27 Wo.)Country | — | — | Erstveröffentlichung: 22. Oktober 2001                                                                       |
| 2002 | My Heart Is Lost to You Steers & Stripes                            | US48 (13 Wo.)US | Country5 (20 Wo.)Country | — | — | Erstveröffentlichung: 8. April 2002                                                                          |
| 2002 | Every River Steers & Stripes                                        | US75 (5 Wo.)US | Country12 (20 Wo.)Country | — | — | Erstveröffentlichung: 2. September 2002                                                                      |
| 2003 | Red Dirt Road                                                       | US25 ×2Doppelplatin · (20 Wo.)US | Country1 (29 Wo.)Country | CA— ×2DoppelplatinCA | — | Erstveröffentlichung: 21. April 2003                                                                         |
| 2003 | You Can’t Take the Honky Tonk Out of the Girl Red Dirt Road         | US39 (20 Wo.)US | Country3 (23 Wo.)Country | — | — | Erstveröffentlichung: 15. September 2003                                                                     |
| 2004 | That’s What She Gets for Loving Me Red Dirt Road                    | US53 (14 Wo.)US | Country6 (22 Wo.)Country | — | CA Country3 (… Wo.)CA Country | Erstveröffentlichung: 9. Februar 2004                                                                        |
| 2004 | That’s What It’s All About The Greatest Hits Collection II          | US38 (20 Wo.)US | Country2 (23 Wo.)Country | — | CA Country2 (… Wo.)CA Country | Erstveröffentlichung: 12. Juli 2004                                                                          |
| 2004 | It’s Getting Better All the Time The Greatest Hits Collection II    | US56 (16 Wo.)US | Country1 (26 Wo.)Country | — | CA Country3 (… Wo.)CA Country | Erstveröffentlichung: 22. November 2004                                                                      |
| 2005 | Play Something Country Hillbilly Deluxe                             | US37 Platin · (17 Wo.)US | Country1 (20 Wo.)Country | — | CA Country1 (… Wo.)CA Country | Erstveröffentlichung: 23. Mai 2005                                                                           |
| 2005 | Believe Hillbilly Deluxe                                            | US60 Platin · (20 Wo.)US | Country8 (30 Wo.)Country | — | CA Country21 (… Wo.)CA Country | Erstveröffentlichung: 26. September 2005                                                                     |
| 2006 | Building Bridges Hillbilly Deluxe                                   | US66 (12 Wo.)US | Country4 (22 Wo.)Country | — | CA Country2 (… Wo.)CA Country | Erstveröffentlichung: 5. Juni 2006 mit Sheryl Crow und Vince Gill                                            |
| 2006 | Hillbilly Deluxe                                                    | US86 Platin + Gold (Mastertone) · (9 Wo.)US                                                                                              | Country16 (20 Wo.)Country | — | CA Country20 (… Wo.)CA Country | Erstveröffentlichung: 6. November 2006                                                                       |
| 2007 | Proud of the House We Built Cowboy Town                             | US57 (15 Wo.)US | Country4 (20 Wo.)Country | CA60 (15 Wo.)CA | CA Country1 (… Wo.)CA Country | Erstveröffentlichung: 18. Juni 1007                                                                          |
| 2007 | God Must Be Busy Cowboy Town                                        | US78 (11 Wo.)US | Country11 (21 Wo.)Country | CA92 (2 Wo.)CA | CA Country11 (… Wo.)CA Country | Erstveröffentlichung: 5. November 2007                                                                       |
| 2008 | Put a Girl in It Cowboy Town                                        | US54 (13 Wo.)US | Country3 (20 Wo.)Country | CA62 (15 Wo.)CA | CA Country1 (… Wo.)CA Country | Erstveröffentlichung: 5. Mai 2008                                                                            |
| 2008 | Cowgirls Don’t Cry Cowboy Town                                      | US44 Gold · (20 Wo.)US | Country2 (24 Wo.)Country | CA49 (18 Wo.)CA | CA Country1 (… Wo.)CA Country | Erstveröffentlichung: 20. Oktober 2008 mit Reba McEntire                                                     |
| 2009 | Indian Summer #1s… and Then Some                                    | — | Country16 (14 Wo.)Country | CA74 (2 Wo.)CA | — | Erstveröffentlichung: 25. Mai 2009                                                                           |
| 2009 | Honky Tonk Stomp #1s… and Then Some                                 | US96 (3 Wo.)US | Country16 (14 Wo.)Country | — | — | Erstveröffentlichung: 10. August 2009 feat. Billy Gibbons                                                    |
| 2009 | Over the Next Hill –                                                | — | Country55 (14 Wo.)Country | — | — | mit Mac Powell                                                                                               |
| 2011 | Bleed Red –                                                         | US62 (18 Wo.)US | Country10 (20 Wo.)Country | — | — | Solosingle von Ronnie Dunn                                                                                   |
| 2011 | Cost Of Livin’ –                                                    | US86 (8 Wo.)US | Country19 (23 Wo.)Country | — | — | Solosingle von Ronnie Dunn                                                                                   |
| 2019 | Believe Reboot                                                      | — | Country42 (1 Wo.)Country | — | — | Erstveröffentlichung: 8. Februar 2019 feat. Kane Brown                                                       |
| 2019 | 1, 2 Many What You See Is What You Get                              | US97 ×2Doppelplatin · (1 Wo.)US | Country20 (16 Wo.)Country | CA— PlatinCA | — | Erstveröffentlichung: 28. Juni 2019 mit Luke Combs                                                           |
| Folgende Lieder erschienen nicht als Single, wurden aber durch das Album zum Download und Streaming bereitgestellt und konnten somit eine Platzierung erlangen: |                                                                     | | | | | |
| |                                                                     | | | | | |
| 1994 | Ride ’Em High, Ride ’Em Low 8 Seconds OST                           | — | Country73 (4 Wo.)Country | — | — | |
| 1999 | Against The Wind King of the Hill: Original Television Soundtrack   | — | Country53 (13 Wo.)Country | — | — | |
| 2000 | Goin’ Under Gettin’ Over You Tight Rope                             | — | Country60 (7 Wo.)Country | — | — | |
| 2002 | It Won’t Be Christmas Without You It Won’t Be Christmas without You | — | Country41 (3 Wo.)Country | — | — | |
| 2003 | Winter Wonderland It Won’t Be Christmas without You                 | — | Country57 (2 Wo.)Country | — | — | |
| 2003 | Rockin’ Little Christmas It Won’t Be Christmas without You          | — | Country57 (1 Wo.)Country | — | — | |
| 2007 | Cowboy Town                                                         | — | Country56 (3 Wo.)Country | — | — | |
| 2023 | Brand New Man Reboot                                                | US— PlatinUS | Country30 (9 Wo.)Country | CA— ×2DoppelplatinCA | — | feat. Luke Combs                                                                                             |
| 2024 | Neon Moon Reboot II                                                 | US97 (1 Wo.)US | Country24 (7 Wo.)Country | — | — | feat. Morgan Wallen                                                                                          |

### Videoalben
- 2004: Red Dirt Road And Other Video Hits (US: Platin)

## Auszeichnungen für Musikverkäufe
| Silberne Schallplatte - Vereinigtes Königreich - 2024: für die Single 1, 2 Many Goldene Schallplatte - Australien - 2008: für das Album Cowboy Town - 2008: für das Album The Very Best of - Vereinigte Staaten - 2024: für die Single Neon Moon (mit Kacey Musgraves) Platin-Schallplatte - Australien - 2008: für das Album The Greatest Hits Collection - 2023: für die Single Brand New Man | 2× Platin-Schallplatte - Australien - 2023: für die Single 1, 2 Many 3× Platin-Schallplatte - Kanada - 2024: für die Single Neon Moon (mit Kacey Musgraves) |

Anmerkung: Auszeichnungen in Ländern aus den Charttabellen bzw. Chartboxen sind in ebendiesen zu finden.
| Land/RegionAuszeichnungen für Musikverkäufe (Land/Region, Auszeichnungen, Verkäufe, Quellen) | Silber  | Gold       | Platin       | Verkäufe   | Quellen         |
| -------------------------------------------------------------------------------------------- | ------- | ---------- | ------------ | ---------- | --------------- |
| Australien (ARIA)                                                                            | —       | 2× Gold2   | 4× Platin4   | 350.000    | aria.com.au     |
| Kanada (MC)                                                                                  | —       | 5× Gold5   | 25× Platin25 | 2.440.000  | musiccanada.com |
| Vereinigte Staaten (RIAA)                                                                    | —       | 12× Gold12 | 51× Platin51 | 56.100.000 | riaa.com        |
| Vereinigtes Königreich (BPI)                                                                 | Silber1 | —          | —            | 200.000    | bpi.co.uk       |
| Insgesamt                                                                                    | Silber1 | 19× Gold19 | 80× Platin80 |            |                 |

## Die bedeutendsten Auszeichnungen
- 1991: Academy of Country Music Top New Vocal Duo/Group
- 1991: Academy of Country Music Top Vocal Duo
- 1992: CMA Vocal Duo of the Year
- 1992: Academy of Country Music Album of the Year
- 1992: Academy of Country Music Single of the Year
- 1992: Academy of Country Music Top Vocal Duo
- 1993: TNN/Music City News Vocal Duo of the Year
- 1993: Grammy Best Country Performance by Duo/Group w/Vocals
- 1993: CMA Vocal Duo of the Year
- 1993: Academy of Country Music Top Vocal Duo
- 1994: TNN/Music City News Vocal Duo of the Year
- 1994: CMA Vocal Duo of the Year
- 1994: Academy of Country Music Top Vocal Duo
- 1995: TNN/Music City News Vocal Group/Duo of the Year
- 1995: CMA Vocal Duo of the Year
- 1996: Grammy Best Country Performance by Duo/Group w/Vocals
- 1996: CMA Entertainer of the Year
- 1996: CMA Vocal Duo of the Year
- 1996: Academy of Country Music Entertainer of the Year
- 1996: Academy of Country Music Top Vocal Duo
- 1997: TNN/Music City News Vocal Duo of the Year
- 1997: CMA Vocal Duo of the Year
- 1997: American Music Awards Favorite Band, Duo or Group
- 1997: Academy of Country Music Top Vocal Duo/Group
- 1998: TNN/Music City News Vocal Group or Duo of the Year
- 1998: CMA Vocal Duo of the Year
- 1999: TNN Awards/Music City News Vocal Group or Duo of the Year
- 1999: CMA Vocal Duo of the Year
- 2000: Academy of Country Music Top Vocal Duo
- 2001: CMA Vocal Duo of the Year
- 2001: Academy of Country Music Top Vocal Duo
- 2002: CMT Flameworthy Video Music Awards Group/Duo Video of the Year
- 2002: CMA Vocal Duo of the Year
- 2002: Academy of Country Music Top Vocal Duo
- 2003: CMA Vocal Duo of the Year
- 2003: Academy of Country Music Top Vocal Duo
- 2003: CMT 40 Greatest Men in Country Music
- 2004: American Music Awards Favorite Band, Duo or Group
- 2004: CMA Vocal Duo of the Year
- 2004: Academy of Country Music Top Vocal Duo
- 2005: Billboard Music Awards Favorite Country Group
- 2005: American Music Awards Favorite Band, Duo or Group
- 2005: CMA Vocal Duo of the Year
- 2005: Academy of Country Music Top Vocal Duo
- 2005: People’s Choice Awards Favorite Country Group
- 2006: CMA Vocal Duo of the Year
- 2006: CMA Music Video of the Year „Believe“
- 2006: CMA Single of the Year „Believe“
- 2006: Academy of Country Music Top Vocal Duo
- 2006: Academy of Country Music Song of the Year „Believe“
- 2007: CMA Awards Vocal Duo of the Year
- 2007: Academy of Country Music Awards Top Vocal Duo
- 2007: Academy of Country Music Vocal Event of the Year für „Building Bridges“ mit Vince Gill und Sheryl Crow